# 伊達村盛
伊達 村盛（だて むらもり）は、江戸時代中期の武士。陸奥国仙台藩一門第四席・涌谷伊達家6代（亘理氏24代）当主。

## 略歴
正徳5年（1715年）、伊達村定の子として誕生。享保2年（1717年）1月24日、父に伴われて仙台藩5代藩主・伊達吉村に謁見する。
享保4年（1719年）2月25日、母（泉田虎時の娘）が病死する。享保8年（1723年）12月15日、父が没すると家督を継ぐが、まだ9歳ということもあり、仙台藩より目付が政務を代行する。享保9年（1724年）10月7日、元服のため伊達吉村に謁見し、偏諱を受けて村重（むらしげ）と改め、安芸を称する。しかし同年12月18日、名を村盛と改めた。享保16年（1731年）8月28日、中村成義の娘を妻に迎えて、一女をもうける。
享保21年（1736年）3月13日、死去。享年22。

## 系譜
- 父：伊達村定（1687-1723）
- 母：泉田虎時の娘
- 正室：中村成義の娘
  - 女子：順姫（尚子） - 伊達村胤養女、葛西清胤（清興）正室
- 養子
  - 男子：伊達村胤（1721-1759） - 伊達村定の子

## 偏諱を受けた人物
村盛時代
- 伊達盛泰（実弟（異母弟）、村盛の死後跡を継ぎ伊達村胤と改名）
- 大立目盛行?